# بلال مظهر
بلال مظهر (مواليد 21 نوفمبر 2003) هو لاعب كرة قدم مصري - فرنسي يلعب في مركز المهاجم في نادي باناثينياكوس الرياضي وهو ابن اللاعب مظهر عبد الرحمن.

## روابط خارجية
- بلال مظهر على موقع الاتحاد الأوربي (الإنجليزية)
- بلال مظهر على موقع قاعدة بيانات كرة القدم.إي يو (الإنجليزية)
- بلال مظهر على موقع Soccerway.com (الإنجليزية)